# Главна улица (Пловдив)
Вижте пояснителната страница за други значения на Главна улица.
Главната улица, често съкратено Главната, е сборно наименование на основната пешеходна зона в центъра на Пловдив.
На нея са разположени театри, галерии, магазини, кафенета и някои от забележителностите на града. Често самата Главна се определя като забележителност. Главната се простира от площад „Централен“ до Новотел „Пловдив” и е с обща дължина от 1,8 км, което я прави най-дългата пешеходна улица в Европа.

## Описание
Състои се от улица „Княз Александър I Батенберг“ (т. нар. Бяла или Голяма Главна), а след нея се намира улица „Райко Даскалов“ (известна като Долната или Малката Главна ). И двете улици са павирани, като поставянето на паважа на Малката главна приключва през пролетта на 2013 г.
Пешеходната зона започва от площад „Централен“ при хотел „Тримонциум“, Централната поща, Римския форум и Цар Симеоновата градина, преминава покрай площад „Стефан Стамболов“ със сградата на Община Пловдив, Римския стадион и Джумая джамия на площад „Джумаята“. Оттук туристите могат да се отклонят към Стария град или кв. Капана, а Малката Главна продължава покрай Централни хали до през подлеза на „Аптека Марица“ и завършва като закрит пешеходен мост над река Марица. Продължението на улицата от северната страна на реката се нарича „Васил Левски“.
Днешната пешеходна зона лежи върху пистата на Античния Римски стадион. Съществуват планове за експонация на останките от древността чрез изграждане по цялото протежение на Главната на стъклен под. 
Голяма част от къщите по Главната днес са паметници на културата, строени в началото на 20 век. Архитектурата им е с елементи на класицизъм, сецесион и постмодернизъм. Една от емблематичните сгради е Хотел Молле, построена през 1911 г. по проект на италианския архитект Мариано Пернигони. 

## История
В продължение на няколко века главната улица на Пловдив се простирала от площад Джумаята до единствения за времето си мост над река Марица. Наричала се Узун чаршия, което означава „дългата улица“. През ХVІІ век османският пътешественик Евлия Челеби я описва като улица с настилка от големи камъни, заобиколена от 880 дюкяна. През 1841 г. според впечатленията на Жером-Адолф Бланки чаршията е била осеяна с животински трупове, месарски остатъци и други боклуци. Паянтови едноетажни и двуетажни дюкяни са закривали масивните сгради от двете страни на улицата и стеснявали дотолкова улицата, че две каруци трудно се разминавали по нея.
Подобна била ситуацията на площад Джумаята до края на 1878 г., когато бараките са премахнати и площадът е разкрит в днешните си размери. През същата година по време на управлението на първия пловдивски кмет Костаки Пеев старите натрошени камъни са заменени с калдъръм. През 1900 г. е направено първото павиране на главната улица. Паветата обаче били дълги и разположени успоредно на тротоарите, а железните шини на каруците разрушавали новоположения паваж, което налагало чести ремонти. Впоследствие той бил заменен с малки сиенитни павета.
През 90-те години на ХІХ век търговската чаршия постепенно се разширила в посока железопътната гара, поради което станала известна като „Главна Станционна“, тъй като водела към Станцията (железопътната гара). Главната вече се простирала до Аладжа джамия, която се намирала срещу сградата на община Пловдив. Според градоустройствения план на Йосиф Шнитер, приет през 1896 г., централната улица трябва да се простира от Цар Симеоновата градина до моста на Марица, като подобно на европейските образци нейната ширина трябвало да бъде 50 м. След редица спорове е било решено бъдещата главна да има ширина от 16 м от Цар Симеоновата градина до площад Джумая и 12 м до моста на Марица.
Реалното преустрояване на главната започнало през 1922 г., след което централната улица на Пловдив се сдобила с европейски облик.

## Паметници
- Паметна плоча на майор Райчо Николов – на югозападния ъгъл на площад „Римски стадион“
- Паметник на Мильо (Михаил Димитров Тодоров), който се превърнал в част от градския фолклор

## Интересни факти
- Малката ширина на Главната и голямата натовареност в средата на ХХ век довели до прокопаването на сегашния тунел под трихълмието в Пловдив.
- Главната е толкова разпространено понятие в града, че не всички знаят официалното име на съставящата я улица. Името на ул. „Княз Александър I Батенберг“ до 1990 г. е „Васил Коларов“.
- Главната улица е забранена дори за велосипеди, което предизвика масови протести на колоездачи. [7][8]

## Галерия
- Главната
- Малката главна

- Архитектура
- Търговски център „Екселсиор“
- Градска художествена галерия
- Сградата на цветята
- Книжарница „Отец Паисий“

- Забележителности
- Фонтанът с пеликаните на пл. „Стефан Стамболов“
- Бившата сграда на бинго Балкан (известна като Бингото)
- Античния стадион
- Стълбите към Сахат тепе